# Reithrodontomys fulvescens
Reithrodontomys fulvescens là một loài động vật có vú trong họ Cricetidae, bộ Gặm nhấm. Loài này được J. A. Allen mô tả năm 1894.
Nó được tìm thấy ở El Salvador, Guatemala, Honduras, Mexico, Nicaragua, và Hoa Kỳ.
Khoảng mười bảy phân loài của Reithrodontomys fulvescens được công nhận và chúng khác nhau về cả màu sắc và kích thước. Loài này có tổng chiều dài khoảng từ 134–189 mm với đuôi dài từ 73 và 116 mm. 